# Associazione Calcio Cuneo 1905 Olmo
L'Associazione Calcio Cuneo 1905 Olmo S.S.D. a r.l., meglio nota come Cuneo, è una società calcistica italiana con sede nella città di Cuneo. Nella stagione 2024-2025 milita nel girone B dell'Eccellenza Piemonte, quinta divisione del campionato italiano di calcio. 
Nata nel 2021 previo trasferimento all'Associazione Sportiva Dilettantistica Olmo (club fondato nel 1984 come Associazione Calcio La Torretta) dei diritti di simbologia e denominazione, prosegue de facto la tradizione sportiva iniziata nel 1905 con la costituzione della sezione calcistica della polisportiva Unione Sportiva Alta Italia e confluita da ultimo nel Cuneo Football Club, costituito a seguito del fallimento dell'Associazione Calcio Cuneo 1905 al termine della stagione 2018-2019.
Fatte salve le interruzioni di attività in periodo bellico e una breve affiliazione all'ULIC, dal 1914 il Cuneo ha stabilmente militato in seno alla FIGC.
Dal punto di vista storico, il Cuneo non è mai riuscito a raggiungere la Serie A oppure la Serie B a girone unico, trascorrendo gran parte della propria esistenza tra la terza serie e le divisioni dilettantistiche. Nel suo palmarès annovera uno Scudetto Serie D, categoria della quale detiene il record assoluto di partecipazioni (47), ed una vittoria nel Torneo Popolare ULIC. Risulta quindi essere il sodalizio più blasonato della provincia d'appartenenza.

## Storia

### L’avvento del calcio a Cuneo
Nel marzo 1898 la giunta comunale di Cuneo, nel quadro di un complessivo processo di ampliamento e diversificazione delle discipline ginnico-sportive insegnate nelle scuole cittadine, acquistò da una ditta inglese due palloni per il gioco del foot-ball, concedendole in uso agli scolari affinché si impratichissero al nuovo sport.
Un mese dopo, il civico Comitato di Educazione Fisica si occupò di approntare un primo campo da gioco in piazza d’Armi e di ingaggiare un allenatore proveniente da Torino, al quale vennero affidate due squadre: esse erano composte da scolari, membri del predetto Comitato e operai. In questo modo il 24 aprile si poté disputare la prima partita nella storia del calcio cuneese.

### Dalla prima società alle guerre mondiali.
L'attività calcistica a Cuneo rimase ancora per qualche anno estemporanea e amatoriale: la prima vera squadra a carattere agonistico nacque nel 1905 per iniziativa dell'Unione Sportiva Alta Italia, fondata un anno prima come club di ciclismo e poi rapidamente trasformatasi in polisportiva. Suoi colori sociali erano il bianco e il nero.
Nel 1914 l'Alta Italia formalizzò l'affiliazione alla FIGC, iscrivendosi alla Promozione da cui si ritirò nell’imminenza della prima guerra mondiale.
Conclusa la guerra, la società si riorganizzò: il 16 agosto 1919 le attività ripresero sotto l'originaria denominazione di Alta Italia. In tale frangente ebbe però luogo una scissione, giacché un gruppo di giocatori scelse di procedere in modo autonomo con un proprio club, per il quale venne riutilizzato il nome della Cuneese. In un primo tempo la rifondata Alta Italia scelse di affiliarsi all'Unione Libera Italiana del Calcio e il 2 luglio 1922 vinse a Milano la prima edizione del Torneo Popolare. Nel 1924 l'Alta Italia rientrò nei ranghi della FIGC.
Sempre nel 1927 la pratica sportiva cittadina venne riunificata su sollecito delle autorità fasciste: l'Alta Italia, la Cuneese e la polisportiva Vigor vennero pertanto fuse nella Polisportiva La Fedelissima Cuneese. L'esperimento ebbe però vita breve: nel giro di tre anni i debiti accumulati divennero tanto esorbitanti da spingere la Fedelissima a ritirarsi alla 17ª giornata del girone A della Seconda Divisione Nord 1929-1930.
Furono quindi nuovamente le autorità fasciste locali a farsi carico di ripianare il passivo e ricostituire il club, che venne rifondato con il nome di Cuneo Sportiva e re-iscritto alla Seconda Divisione; in tale occasione le tinte sociali vennero aggiornate sostituendo al nero il rosso, onde conformarle all'emblema araldico della città. Nel 1933 la squadra venne posta sotto l'egida dell'Opera Nazionale Dopolavoro e ciò fece da preludio a una serie di cambi di denominazione: in principio si scelse Cuneo Sportiva - O.N.D., poi rapidamente trasformata in Dopolavoro Comunale – Cuneo Sportiva (a seguito della fusione col Dopolavoro Sportivo cittadino) e infine in Dopolavoro Cuneo (a seguito dell'assemblea sociale del 19 ottobre 1934).
Già nel 1934 alla squadra fu offerta la possibilità di partecipare alla Prima Divisione, ma ciò non poté tradursi in pratica a causa dell'inadeguatezza strutturale del campo sportivo di piazza Regina Elena, che era ancora a carattere non permanente; si provvide pertanto a cantierizzare un nuovo stadio in muratura poco fuori dal centro cittadino, che venne ultimato e consegnato il 28 ottobre 1935.
Dopo alcune stagioni in Prima Divisione, nel 1938 la società (che un anno prima era ridivenuta Cuneo Sportiva) fu ammessa per la prima volta alla Serie C a completamento degli organici: per l'occasione la ragione sociale mutò in Associazione Calcio Cuneo.
Dopo alcune stagioni, nella stagione 1941-1942 il Cuneo vinse il proprio girone di Serie C con 50 punti e 93 gol fatti e 17 subiti, sopravanzando Biellese, Pro Vercelli e Asti. La promozione in Serie B venne messa in palio ai play-off contro il Palermo: dopo un pareggio all'andata per 1-1, la gara di ritorno, giocata in terra siciliana davanti a circa 10 000 spettatori, premiò i palermitani, che beneficiarono di un calcio di rigore per fissare il risultato sull'1-0. A nulla valsero le proteste del Cuneo, che lamentò la mancata concessione di due penalty a proprio favore, pagando inoltre la defezione per infortunio di alcuni dei suoi tesserati più talentuosi.
Dopo un'ulteriore annata di militanza in Serie C, gli eventi legati alla partecipazione italiana alla seconda guerra mondiale scombinarono le gerarchie calcistiche italiane, portando il Cuneo a concorrere alla Divisione Nazionale 1944 (anche noto come campionato "di guerra" dell'Alta Italia), organizzato dalla sezione settentrionale della FIGC, sottoposte al commissariamento delle autorità della Repubblica Sociale Italiana. Sebbene non pienamente riconosciuto come tale a posteriori, tale raggruppamento risultava essere de facto il massimo livello del calcio italiano. Il club biancorosso, inquadrato nel girone piemontese-ligure (insieme tra le altre a Juventus, Torino, Genova 1893, Alessandria, Novara e Liguria), si rivelò l’anello debole, terminando all’ultimo posto in classifica, con una sola vittoria e diciassette sconfitte. Di lì a poco l’inasprirsi del conflitto mondiale obbligò infine la società a interrompere completamente le attività a decorrere dal 1º giugno 1944.

### Dal secondo dopoguerra all'inizio del Terzo millennio

Una formazione del Cuneo nella stagione 1972-1973.

Allorché la liberazione dell'Italia settentrionale dal nazifascismo si fece imminente, gli sportivi cuneesi ripresero l'iniziativa e il 21 gennaio 1945 si riunirono per rifondare la società, alla cui testa venne eletto un commissario straordinario. Il mese seguente venne nominato e insediato il consiglio direttivo, unitamente al nuovo presidente e a tutte le varie cariche sociali.
Dopo il 25 aprile il corpo dirigente della ricostruenda Cuneo Sportiva, d'accordo con le nuove autorità civiche, provvide a redigere un nuovo statuto sociale, poi entrato in vigore in data 29 giugno. La ripresa effettiva delle attività (non solo calcistiche) si ebbe il successivo 4 luglio. La Federcalcio, prendendo a riferimento il terzo posto ottenuto nella Serie C 1942-1943, inserì il "nuovo Cuneo" nel campionato misto di Serie B-C Alta Italia. Ancora una volta però si dovette registrare una scissione, in quanto un gruppo di soci non aveva aderito alla rifondazione e aveva costituito un club autonomo, recuperando l'antico nome di U.S. Alta Italia: lo strappo si ricucì poi nel 1948.
La categoria ottenuta non venne però mantenuta: retrocesso immediatamente, il Cuneo prese quindi parte a due edizioni della Serie C, per poi essere ulteriormente declassato nel torneo interregionale di Promozione.
Il 15 settembre 1950 il sodalizio si fuse con il concittadino Velo club O.R.A. (attivo anche nel ciclismo, nell'atletica leggera e nel pallone elastico) e mutò pertanto denominazione in Associazione Sportiva Cuneo – O.R.A.; l'incorporazione portò in dote anche la prima sponsorizzazione a beneficio del club, in quanto la società agricola O.R.A. confermò il proprio supporto ed espresse il nuovo presidente.
L'esperienza fu però di breve durata ed ebbe termine già nel 1951, con susseguente passaggio al nome Associazione Calcio Cuneo Sportiva; al termine della stagione 1951-1952 arrivò l'ascesa nella nuova IV serie, ove militò poi fino al 1956. Seguirono poi due annate nel Campionato Interregionale - Prima Categoria.

Il Cuneo della stagione 1974-1975, promosso in Serie D.

La società a stretto giro ebbe però una crisi economica che ne comportò il temporaneo commissariamento, risolto il quale si tentò di ampliare la base d'approvvigionamen3to finanziario: il 21 luglio 1959 la ragione sociale venne modificata in Cuneo Sportiva e le venne affiancata la società Finanziaria Cuneo Sportiva, che provvide a lanciare una sottoscrizione pubblica di azioni. Nel mentre il presidente della FIGC Artemio Franchi aveva concesso ai biancorossi, in quanto squadra di un capoluogo di provincia, di iscriversi alla nuova Serie D semiprofessionistica per l'annata 1959-1960.
Due anni dopo il Cuneo retrocedette in Prima Categoria, militandovi poi fino al 1963-1964; seguì poi un nuovo periodo in Serie D, concluso col penultimo posto nel campionato 1970-1971 e la discesa in Promozione (le gerarchie calcistiche italiane erano state frattanto riformate). A quel punto il consiglio d'amministrazione si dimise in blocco e la società passò in regime di autogestione, sotto la direzione dapprima del collegio sindacale, quindi - a decorrere da dicembre 1971 - da una cooperativa composta dagli stessi giocatori.
Meno di un anno dopo l'assemblea sociale del 29 luglio 1972 venne disertata dalla maggioranza assoluta dei soci, rendendo impossibile la nomina di un nuovo collegio direttivo: il collegio sindacale decise pertanto di mettere la Cuneo Sportiva in liquidazione e di svincolare i giocatori.
La tradizione sportiva biancorossa venne così rilevata da un nuovo soggetto societario, l'Associazione Calcistica Cuneo, alla quale venne accordato il permesso di ripartire dal campionato regionale di Promozione 1972-1973. La Serie D fu quindi riconquistata nel 1975, per poi essere nuovamente perduta nel luglio 1978: le difficoltà economiche costringono il Cuneo a rinunciare al semiprofessionismo e a ripartire (con un nuovo assetto azionario) dalla Promozione.
I riassetti societari si susseguirono a ritmo serrato: nel luglio 1980 il Cuneo si accordò col concittadino Football Club Olympic per addivenire alla fusione, dalla quale nacque il Cuneo Calcio '80, che già nel 1981 venne ammesso all'Interregionale (nuovo nome della Serie D) a completamento degli organici. Nel 1988-1989 i biancorossi vinsero il loro girone, ottenendo la promozione in Serie C2.

Una formazione del Cuneo nella stagione 1989-1990.

Ripristinato il nome Cuneo Sportiva, la squadra partecipò alla quarta serie professioistica per tre anni: la retrocessione nel Campionato Nazionale Dilettanti (nuovo nome dell'Interregionale) si concretizzò nel 1993, seguita nel 1995 da un ulteriore declassamento in Eccellenza, dopo che già l'anno prima la categoria era stata mantenuta previo ripescaggio; situazione questa creatasi a causa di una partenza disastrosa e tale da vedere la squadra in fondo alla classifica con allenatore Agostino Alzani, poi sostituito alla nona giornata da Luigi Cichero, che recuperò almeno la posizione per ottenere il medesimo.
Risaliti nella massima serie dilettantistica (poi ridenominata Serie D) al termine dell'annata 1996-1997, i biancorossi vi si stabilizzarono per sette anni: il ritorno in Serie C2 si verificò al termine dell'annata 2004-2005, ove la squadra (la cui ragione sociale nel 1998 era divenuta Associazione Calcio Cuneo 1905) primeggiò nel proprio girone. Trascinatore biancorosso di questi anni fu l'attaccante Franco Lerda, capocannoniere assoluto della squadra con 84 reti.
Il ritorno in Serie C2 coincise con il passaggio della società nelle mani dell'ex atleta e imprenditore Franco Arese, fondatore e titolare della filiale italiana dell'Asics, che garantì al Cuneo una solidità sociale e patrimoniale senza precedenti. Al tecnico Daniele Fortunato venne pertanto messa a disposizione una rosa d'alto livello, che si propose fin da subito come pretendente per un ulteriore salto di categoria: il prolungato duello al vertice con il Venezia premiò però infine gli arancioneroverdi, mentre i piemontesi (giunti secondi) terminarono la loro corsa con la sconfitta ai play-off contro il Carpenedolo.
Il buon risultato conseguito fece sì che nella stagione successiva il Cuneo partecipasse alla Coppa Italia: sorteggiati al primo turno contro il Cagliari (militante in Serie A), i piemontesi seppero reggere il campo e persero solo a seguito di un rigore trasformato da David Suazo. Nella stessa annata il Cuneo raggiunse la finale di Coppa Italia Serie C contro il Foggia, che tuttavia superò i biancorossi nella finale di ritorno giocata in Puglia. Non altrettanto buono fu il rendimento in campionato, ove a cospetto di una campagna acquisti estiva d'alto profilo (culminata nell'ingaggio di Andrea Fabbrini dal Vicenza) il Cuneo stazionò nella bassa classifica: ciò finì per costare la panchina a Fortunato, al quale subentrò dapprima il vice Danilo Bianco e infine Bruno Cavallo, che riuscì infine a ottenere la salvezza all'ultima giornata della stagione regolare.
In vista della stagione 2007-2008 Franco Arese lasciò la presidenza a Gabriele Tirletti, mantenendo tuttavia il controllo del club. La rosa biancorossa venne sensibilmente riallestita e in panchina fu chiamato Enrico Bortolas, al debutto in Serie C. L'annata si rivelò all'insegna degli alti e bassi e terminò con la retrocessione in Serie D, a seguito della sconfitta nei play-out contro la Valenzana. L'insuccesso accelerò il disimpegno di Arese, che nei mesi estivi cedette il pacchetto azionario del Cuneo alla cordata composta dagli imprenditori Marco Rosso e Furio Morano.
Con organigramma societario, staff tecnico e rosa integralmente rifondati, il Cuneo targato Rosso-Morano approcciò con difficoltà il campionato 2008-2009: il tecnico Giancarlo Corradini riuscì però a controllare la situazione e infine a conseguire la salvezza con quattro giornate di anticipo sulla conclusione della stagione regolare.
Per il campionato 2009-2010 il Cuneo scelse di affidarsi all'allenatore Vittorio Zaino, reduce da una positiva esperienza alla guida del Busca nelle divisioni inferiori piemontesi. La scelta tuttavia non pagò, in quanto dopo le prime 5 partite i biancorossi avevano all'attivo solo due punti: la dirigenza pertanto lo rimpiazzò con Danilo Bianco, che guidò la squadra a una tranquilla salvezza, grazie all'11º posto nella classifica finale.

### Gli anni duemiladieci
Nel maggio 2010 Furio Morano lascia la carica di vicepresidente: gli subentra transitoriamente il figlio Marzio, dopodiché di lì a poco Marco Rosso si ritrova unico titolare della proprietà del club.
Il pre-campionato 2010-2011 vede la società operare un'importante campagna acquisti: arrivano a vestire il biancorosso molti giocatori aventi esperienze significative in terza serie, tra i quali il rientrante Matteo Longhi ed Enrico Fantini. Nonostante ciò la squadra fatica a rendere in modo adeguato: la dirigenza decide quindi di esonerare il tecnico Bianco e di richiamare al suo posto l'esperto Salvatore Jacolino (che aveva già guidato il Cuneo per pochi mesi undici anni prima). La scelta si rivela azzeccata e rivitalizza il Cuneo, che si issa in testa alla classifica del girone. Il 17 aprile 2011, grazie alla vittoria interna per 4-1 sul Santhià, i biancorossi si aggiudicano la promozione in Lega Pro Seconda Divisione. A stagione regolare conclusa arriva inoltre il successo di maggior prestigio: l'11 giugno il Cuneo supera il Perugia nella finale scudetto, laureandosi campione d'Italia dei dilettanti.
In vista del campionato 2011-2012 la società ingaggia il direttore generale Massimo Bava e chiama in panchina il tecnico Ezio Rossi: la rosa viene in gran parte riconfermata e integrata dagli innesti di Massimiliano Varricchio, Marco Cristini, Luca Carretto e Andrea Gentile. Sin dalle prime partite il Cuneo riesce a collocarsi nelle posizioni di vertice del proprio girone, mostrando un buon affiatamento di squadra. Il mercato invernale registra l'ingresso del portiere Francesco Rossi dall'Atalanta, di Marco Arcari dalla Cremonese e di Carlo Emanuele Ferrario dal Monza. Il buon momento del Cuneo prosegue anche nel girone di ritorno, sicché la squadra biancorossa termina al terzo posto il proprio raggruppamento, mancando di un solo punto la promozione diretta in Lega Pro Prima Divisione e accedendo ai play-off per il salto di categoria. Vinta la semifinale contro il Rimini con un pareggio in trasferta e una vittoria per 1-0 in casa, il Cuneo affronta in finale la Virtus Entella: dopo aver pareggiato all'andata in terra ligure per 1-1, i biancorossi vincono il ritorno in casa per 5-2 e si garantiscono così l'accesso in Lega Pro Prima Divisione.
Per la stagione 2012-2013 vengono rinnovati subito i contratti di Fantini, Lodi, Cristini, Garavelli, Sentinelli, Longhi, Carretto; viene poi confermato l'ingaggio dei giovani di maggior talento, ai quali si aggiungono alcuni prodotti dei settori giovanili di società di leghe superiori (spicca in particolare Giovanni Di Lorenzo) e un paio di elementi di categoria superiore come Marco Martini (reduce dalla promozione in Serie B con la maglia della Pro Vercelli), Ciro Danucci (precedentemente in serie cadetta con la maglia della Juve Stabia), Filippo Scaglia, Omar Torri e Simone Loria. Alla guida della squadra è riconfermato il tecnico Ezio Rossi.
La squadra, dopo un positivo girone d'andata terminato ad una sola lunghezza dai play-off promozione, si rende protagonista di un ritorno difficoltoso che la porta a concludere il campionato 2012-2013 in quattordicesima posizione e a disputare i play-out per la salvezza contro la Reggiana. Il confronto vede le due squadre pareggiare all'andata allo stadio Giglio Città del Tricolore (1-1), quindi i biancorossi perdono il ritorno per 0-1 in casa, retrocedendo così in Lega Pro Seconda Divisione.
A luglio 2013 la società ingaggia come collaboratore tecnico l'ex calciatore professionista Fabio Artico ed esonera l'allenatore Ezio Rossi, al quale subentra Andrea Sottil. Vengono innestati in rosa giocatori di valore per la categoria, quali Jacopo Fanucchi, Zaccaria Hamlili e Matteo D'Alessandro, più alcuni giovani interessanti come il portiere Francesco Anacoura e il regista difensivo Giammarco Falasca. Sebbene la squadra riesca a tenersi fuori dalla zona retrocessione, nel gennaio 2014 la dirigenza decide di esonerare Sottil e di richiamare Ezio Rossi; contestualmente la rosa viene rinforzata con gli arrivi di Angelo Siniscalchi, Cristiano Camillucci, Michele Rinaldi, Fabio Lauria e Guido Gomez. Nel girone di ritorno, nonostante una serie positiva di 20 punti nelle ultime 10 giornate, la squadra non riesce ad evitare i play-out contro il Delta Porto Tolle, che poi vince l'andata per 1-2 e perde per 0-1 il ritorno e rimanda il Cuneo in Serie D a causa del peggior piazzamento in classifica.
Il 20 giugno 2014 la società decide di affidare la prima squadra al tecnico Riccardo Milani, proveniente dai quadri giovanili biancorossi, coadiuvato dal nuovo direttore sportivo Oscar Becchio (che successivamente diventa amministratore delegato e legale rappresentante del Cuneo). In vista della stagione 2014-2015 la squadra viene notevolmente rinnovata e rinforzata con gli acquisti di Luca Carretto (già protagonista in biancorosso ai tempi della Serie C2) e del brasiliano Carlos Clay França: obiettivo dichiarato è una pronta risalita nei professionisti. L'avvio in campionato non è però dei migliori, sicché il 27 ottobre Milani viene sollevato dall'incarico e sostituito da Salvatore Jacolino, che ancora una volta riesce a imprimere un cambio di marcia alla squadra, portandola a vincere il girone A e a conquistare la promozione nella nuova Lega Pro unica.
La stagione 2015-2016 vede tuttavia il Cuneo nuovamente in difficoltà: dopo un buon girone d'andata, concluso in una posizione di media classifica, nei turni di ritorno la squadra inanella una lunga serie di risultati negativi. L'esonero di Jacolino in favore di Fabio Fraschetti non riesce a evitare ai biancorossi un 16º posto nel girone A e la successiva retrocessione in virtù della sconfitta nei play-out salvezza contro il Mantova (pareggio a reti inviolate all'andata in casa e sconfitta esterna per 1-0 al ritorno in trasferta).
La fiducia al tecnico Fabio Fraschetti viene inizialmente riconfermata anche per la stagione 2016-2017: l'avvio del Cuneo nel girone A di Serie D è tuttavia stentato, sicché dopo nove giornate in panchina viene richiamato Salvatore Jacolino. La scelta sortisce l'effetto sperato: il Cuneo inizia ad accumulare risultati utili e incassa una sola sconfitta nel resto della stagione regolare, arrivando infine alla vittoria del proprio girone e al ritorno diretto tra i "pro". In chiusura di stagione i biancorossi disputano la poule per lo scudetto Serie D, venendo eliminati nel triangolare di apertura a seguito della doppia sconfitta contro Mestre e Monza.
Terminati gli impegni agonistici, nell'estate 2017 la società risolve consensualmente il rapporto di collaborazione con l'allenatore Jacolino e ingaggia in sua sostituzione Massimo Gardano, che nel biennio 2016-2017 aveva guidato il Gozzano al quinto posto in classifica e poi fino alla vittoria dei play-off nel girone A di Serie D. E dalla rosa che ha vinto la Serie D vengono mantenuti molti giocatori, integrati con alcuni innesti di livello analogo.
L'esperienza di Gardano sulla panchina della Granda termina però già il 29 novembre, giacché lo scarso rendimento della squadra nel primo girone di Serie C gli costa l'esonero in favore di William Viali. Il cambio di guida tecnica porta nell'immediato a due vittorie casalinghe di prestigio (contro Siena e Piacenza), ma non sortisce l'effetto di allontanare il Cuneo (che paga in particolare il peggior attacco del proprio raggruppamento, con sole 24 reti segnate) dalla bassa classifica. Nonostante alcune ulteriori vittorie contro squadre blasonate (in trasferta col Livorno e in casa con la Viterbese Castrense) la stagione regolare viene conclusa al penultimo posto con 32 punti guadagnati. La salvezza passa quindi dai play-out contro il Gavorrano, giunto terzultimo e dunque avvantaggiato dal fattore campo e in caso di pareggio nelle reti segnate; il confronto premia però il Cuneo, che vince l'andata in casa per 1-0 e pareggia per 0-0 il ritorno in quel di Grosseto, assicurandosi (a 71 anni di distanza dall'ultimo risultato analogo) la permanenza nel terzo livello calcistico italiano.

### Il fallimento del 2019
Il 30 giugno 2018 il patron Marco Rosso, che da tempo paventava la cessione della società, lascia la maggioranza azionaria nelle mani di Roberto Lamanna, procuratore sportivo ed ex dirigente dell'Alessandria, figlio del politico e dirigente sportivo Alfio Lamanna. Nella circostanza si dimettono alcune longeve e caratterizzanti figure dirigenziali, come il direttore sportivo Valter Vercellone, il responsabile ufficio stampa e comunicazione e team manager Marco Lombardo (il quale si trasferisce alla Juventus), la segretaria amministrativa Carla Tecco e il magazziniere Paolo Marino; rimangono invece il segretario sportivo Federico Peano e l'amministratore delegato Oscar Becchio. Alla presidenza viene invece inizialmente indicato Emiliano Nitti, mentre il nuovo direttore sportivo Sergio Borgo (subentrato a Valter Vercellone) rinnova praticamente in toto la rosa con l'innesto di molti giovani e di alcuni elementi di esperienza maggiore (tra i quali spicca Fabiano Santacroce, che assume la fascia di capitano); dell'organico artefice della salvezza rimangono solo Andrea Cristini, Luca Bertoldi e Matteo Maresca.
Pur se assemblata in ritardo e con un budget dichiaratamente molto ridotto rispetto alla media delle altre squadre di categoria, la squadra, affidata al tecnico Cristiano Scazzola, riesce a rivelarsi competitiva nell'ambito del girone A di terza serie: forti in particolare di un ottimo rendimento difensivo, i biancorossi riescono a cogliere buone serie di risultati utili e a stazionare nella medio-alta classifica. 
Nel contempo emergono tuttavia crescenti criticità a livello societario. Già a luglio, nella fase del passaggio di consegne tra Rosso e Lamanna (coinciso con un mese circa di sostanziale silenzio stampa) la Covisoc rigetta l'istanza del Cuneo per l'ammissione alla Serie C 2018-2019, adducendo a motivo inadempienze formali ed economiche; l'attenzione della commissione di vigilanza si concentra in particolare sulla fideiussione da 350000 € necessaria per perfezionare la propria iscrizione, in quanto il club della Granda (insieme ad altri dieci sodalizi di pari livello) l'aveva ottenuta mediante una società finanziaria esclusa dall'albo di settore della Banca d'Italia e dunque non abilitata alla funzione. Anche a seguito della presentazione di ulteriori garanzie, circa una settimana dopo la FIGC invalida però la decisione, giudicando idonea la documentazione presentata dal club biancorosso, che può dunque iscriversi regolarmente alla terza serie.
Le problematiche emergono nella loro interezza dal 31 ottobre, allorché il tribunale della Federcalcio commina al Cuneo tre punti di penalità nel campionato in corso, adducendo a motivo ritardi nei pagamenti; a stagione in corso inoltre vari esponenti dei quadri tecnici del settore giovanile biancorosso (alcuni dei quali ingaggiati da pochi mesi) si dimettono o vengono sollevati dai propri incarichi con motivazioni opache o lamentando l'impossibilità di lavorare adeguatamente.
Anche la stessa governance societaria appare incerta: Lamanna, inizialmente indicato come intermediario di una cordata imprenditoriale internazionale, diviene poi l'effettivo intestatario delle quote di maggioranza del Cuneo, mentre coloro che erano stati presentati come "soci di cordata" si defilano. Nitti è invece costretto a rinunciare alla presidenza in virtù del suo rapporto di assistente legale della società; de facto il legale rappresentante del Cuneo resta quindi il longevo amministratore delegato Oscar Becchio.
L'11 dicembre 2018 la società viene ulteriormente deferita al Tribunale Federale per il persistere dei ritardi nei pagamenti di stipendi e contributi di luglio e agosto 2018 che costano ulteriori 4 punti di penalizzazione; il 7 gennaio 2019, la Corte d'Appello della FIGC invalida inoltre definitivamente la fideiussione presentata dal club per perfezionare l'iscrizione alla Serie C, ingiungendo l'adduzione di una nuova garanzia di pari valore entro i successivi 10 giorni: il Cuneo provvede pertanto ad agevolare documenti relativi a una nuova "fideiussione a garanzia di obbligazioni", affermando di aver ottenuto due polizze assicurative omologate, ma il 18 gennaio la Lega Italiana Calcio Professionistico rende nota la non conformità di quanto prodotto dai biancorossi, che rimangono pertanto "scoperti" e vengono nuovamente rimessi alla giustizia sportiva.
Ulteriori 16 punti irrogati tra il 18 e 26 febbraio per la non avvenuta sostituzione della fideiussione (con annessa multa di 350 000 euro) e il mancato pagamento dei contributi fanno quindi sprofondare la squadra in piena zona play-out.
Il 27 febbraio la società rompe parzialmente il silenzio stampa, dichiarando di aver "saldato ogni pendenza" (solo sforando i termini fissati) e addebitando le problematiche insorte a un proprio "errore di comunicazione". Seguono poi ulteriori penalizzazioni (alcune delle quali vengono poi revocate), che portano il totale delle lunghezze dedotte a 21. Il 5 marzo Roberto Lamanna ammette infine la grave difficoltà societaria, scaricando la responsabilità sui presunti partner che, a suo dire, avrebbero dovuto affiancarlo nella gestione della società salvo poi non onorare il proprio impegno.
Gli uomini di Scazzola (che a metà febbraio chiede apertamente un intervento terzo a supporto della società) riescono comunque a mantenere un buon livello di rendimento; dal canto proprio, il calciomercato invernale registra alcuni movimenti in entrata e uscita, che non vanno però a intaccare il valore medio della squadra. Il 17 febbraio 2019 i biancorossi si trovano, loro malgrado, coinvolti in un'altra crisi societaria: il Pro Piacenza si presenta infatti allo stadio Paschiero per la 27ª giornata del girone A di Serie C con in distinta soli 7 giovanissimi giocatori (tutti nati dal 2000 in poi), con l'aggiunta di un dirigente accompagnatore, di un massaggiatore (che viene fatto a sua volta a scendere in campo come giocatore aggiunto) e senza staff tecnico e/o medico; la partita si risolve nel risultato di 20-0 in favore del Cuneo, poi commutato in un 3-0 a tavolino dal Giudice Sportivo, che estromette la squadra piacentina dal campionato.
Il fardello di punti di penalità è però troppo gravoso per ottenere la salvezza diretta: i biancorossi finiscono infatti ai play-out contro la Lucchese; il doppio confronto si risolve in due vittorie rossonere, che sanciscono la retrocessione in Serie D della squadra della Granda.
Nei mesi successivi il Cuneo diventa di fatto quiescente: a dispetto degli appelli di tifosi e istituzioni a intervenire per risolvere l'impasse, la società non presenta entro il termine del 13 luglio i documenti e le garanzie per iscriversi alla stagione 2019-2020 della Serie D. Il fallimento societario viene infine decretato dal tribunale di Cuneo il successivo 3 dicembre.

### La ripartenza dal Cuneo Football Club e la fusione con l'Olmo
A seguito dell'ufficializzazione della cessata attività, nell'estate 2019 alcuni soggetti già legati all'ambito biancorosso fondano una newco denominata Associazione Sportiva Dilettantistica Cuneo Football Club, che iscrivendosi alla Terza Categoria (ultimo livello del calcio italiano) si propone di non disperdere il patrimonio calcistico cittadino, pur senza inizialmente richiamarsi direttamente alla tradizione sportiva pregressa. Alla presidenza arriva l'imprenditore Mario Castellino, coadiuvato dall'ex amministratore delegato della Juventus Aldo Mazzia.
In campionato il "nuovo Cuneo", allenato da Pierangelo Calandra, si propone quale squadra di vertice, chiudendo infine al secondo posto il girone B di Terza Categoria cuneese, che viene interrotto anzitempo alla 20ª giornata a causa dello scoppio della pandemia di COVID-19.
Nei mesi estivi del 2020 il Cuneo F.C. riesce ad acquistare all'asta fallimentare (vincendo la gara al rialzo con l'Associazione Sportiva Dilettantistica Olmo, club dilettantistico del relativo quartiere cuneese) il marchio e parte dei beni della fallita A.C. Cuneo 1905, potendo così porsi de facto in continuità con la storia sportiva biancorossa. Contestualmente la squadra viene ripescata in Seconda Categoria a completamento organici: tale campionato verrà però poi interrotto anzitempo per il perdurare della crisi sanitaria.
Nel dicembre 2020 la società annuncia di aver intrapreso il percorso per addivenire alla fusione con la già citata A.S.D. Olmo, in maniera tale da riportare il nome e i colori del Cuneo in un campionato di maggior livello, segnatamente l'Eccellenza. Nell'aprile 2021 il Cuneo F.C. viene posto in liquidazione e affitta gratuitamente il marchio sociale storico e la denominazione Associazione Calcio Cuneo 1905 all'Olmo, permettendogli di cambiare denominazione in Associazione Calcio Cuneo 1905 Olmo Società Sportiva Dilettantistica e di subentrare nella tradizione sportiva biancorossa.
Alla presidenza del Cuneo Olmo accede Mauro Bernardi, che in qualità di capo dell’azienda di promozione turistica del cuneese aveva supervisionato l’operazione di fusione; la società infatti si struttura con un modello da public company, senza un investitore di riferimento, ma sostenuta a vario titolo da un pool di soggetti fisici e giuridici. In panchina viene confermato il tecnico Michele Magliano, già alla guida dell’Olmo fin dal 2017. La compagine fa il suo esordio nel campionato regionale di Eccellenza 2021-2022, proponendosi subito ai vertici del girone B, che chiude infine al terzo posto a soli 4 punti dal Pinerolo capolista; la corsa nei play-off si arresta nella finale regionale, che vede prevalere il Chisola.
Nell'estate 2022 il club acquista definitivamente dal fu Cuneo F.C. la proprietà del marchio e della ragione sociale.
Nella stagione 2022-2023 i biancorossi, forti di un solido rendimento casalingo, ingaggiano uno scontro per la prima posizione con l'Alba (squadra di Corneliano) che si protrae praticamente per tutta l'annata: alla 26ª e 27ª giornata una doppia vittoria del Cuneo e le contestuali sconfitte dell'Alba portano i biancorossi solitariamente in testa alla classifica, ma i successivi due turni vedono altrettanti pareggi della squadra del capoluogo, mentre i cornelianesi vincono e li riappaiano in vetta, per poi superarli definitivamente all'ultima giornata. Il Cuneo affronta quindi i playoff, ma la doppia sconfitta nella semifinale interregionale contro il Mapello preclude nuovamente la corsa alla promozione in Serie D.
Il "canovaccio" si ripete anche nella stagione 2023-2024, dove il Cuneo resta nelle prime posizioni del proprio girone, ma alla lunga perde contatto da Saluzzo e Fossano: sul finire della stagione regolare viene esonerato il tecnico Michele Magliano, cui subentra Carlo Rocca. Al terzo posto nel raggruppamento fa seguito la sconfitta nei play-off di girone, proprio per mano del Fossano. A fine stagione si registra altresì un cambio alla presidenza, con Mauro Bernardi che cede il posto dapprima a Luca Allasia e poi a Flavio Borgna.
Nella successiva stagione il Cuneo termina la stagione regolare al 4º posto, mancando l'accesso ai play-off: a metà stagione il tecnico Carlo Rocca dà le dimissioni e viene sostituito da Enrico Fantini, che non viene però riconfermato per il 2025-2026. La società chiama quindi Danilo Bianco, già tecnico biancorosso dal 2009 al 2010, mentre Rocca rientra come dirigente.

## Colori e simboli

### Colori
Dopo circa un quarto di secolo (tra il 1905 e il 1930) trascorso giocando in divise palate bianco-nere, il Cuneo ha adottato stabilmente le tinte bianco-rosse, mutuate dal gonfalone comunale della città.
Dal punto di vista storico, la maglia casalinga vede un predominio del rosso e ha adottato nel corso del tempo varie soluzioni stilistiche: tra le più frequenti vi è il template palato, con strisce verticali bicolori più o meno larghe. Non mancano tuttavia design più originali: tra fine XX secolo e inizio Terzo millennio lo sponsor tecnico Asics propose - tra le altre - una maglia completamente rossa con sottili fasce bianche centrali e una con un largo palo centrale rosso e fianchi bianchi (del tutto analoga a quella storicamente adottata dall'Ajax). Degna di nota è la soluzione "identitaria" proposta da Legea negli anni 2010: una maglia rossa decorata frontalmente da una croce bianca a tutto campo, un design mutuato dall'emblema araldico cuneese.
Le maglie esterne, all'opposto, si declinano di norma su una tonalità dominante di bianco, relegando il rosso alle rifiniture e alle personalizzazioni (numeri e scritte). Non sono tuttavia mancati esperimenti cromatici peculiari, quale la casacca verde in uso per l'annata 2013-2014 o il nero della stagione 2022-2023.
Il blu navy è invece la tinta connontante in via prioritaria le terze divise, laddove previste dai contratti di sponsorizzazione: altri colori adottati allo scopo sono stati poi il verde nel biennio 2015-2016 e il giallo-oro nel 2013-2014. Da segnalare in tale ambito, nel 2019, il recupero dell'antico template a pali bianco-neri, subito dopo l'informale ripartenza societaria in Terza Categoria.

### Simboli ufficiali
Il simbolo del club, presente già nel 1905 sul primo stendardo sociale dell'U.S. Alta Italia, era l'aquila reale, una tra le specie faunistiche peculiari del vicino parco naturale delle Alpi Marittime.

#### Stemma
Lo stendardo originario dell'U.S. Alta Italia recava in primo piano una ruota di bicicletta incorniciante lo stemma della città di Cuneo (troncato: sopra di rosso alla croce d'argento, sotto fasciato d'argento e di rosso) ghermita da un’aquila reale con le ali spiegate, sormontata da una stella a cinque punte. In secondo piano appariva la bandiera del Regno d'Italia.
Attorno al 1940 entrò in uso uno scudetto partito: a sinistra era presente la ragione sociale (a lettere stampatelle nere disposte verticalmente su campo argenteo), a destra una versione semplificata dello stemma comunale, libero da orpelli araldici.
Il disegno adottato nel 1998, a seguito dell'assunzione della denominazione A.C. Cuneo 1905, è costituito da un ancile troncato bianco e rosso, con al centro il già citato stemma comunale, sormontato da un'aquila dorata e da una stella a cinque punte. In capo all'ovale è riportata la denominazione societaria, a caratteri stampatelli rossi, mentre al di sotto dello scudo appare l'anno di fondazione del club, a cifre arabe bianche.

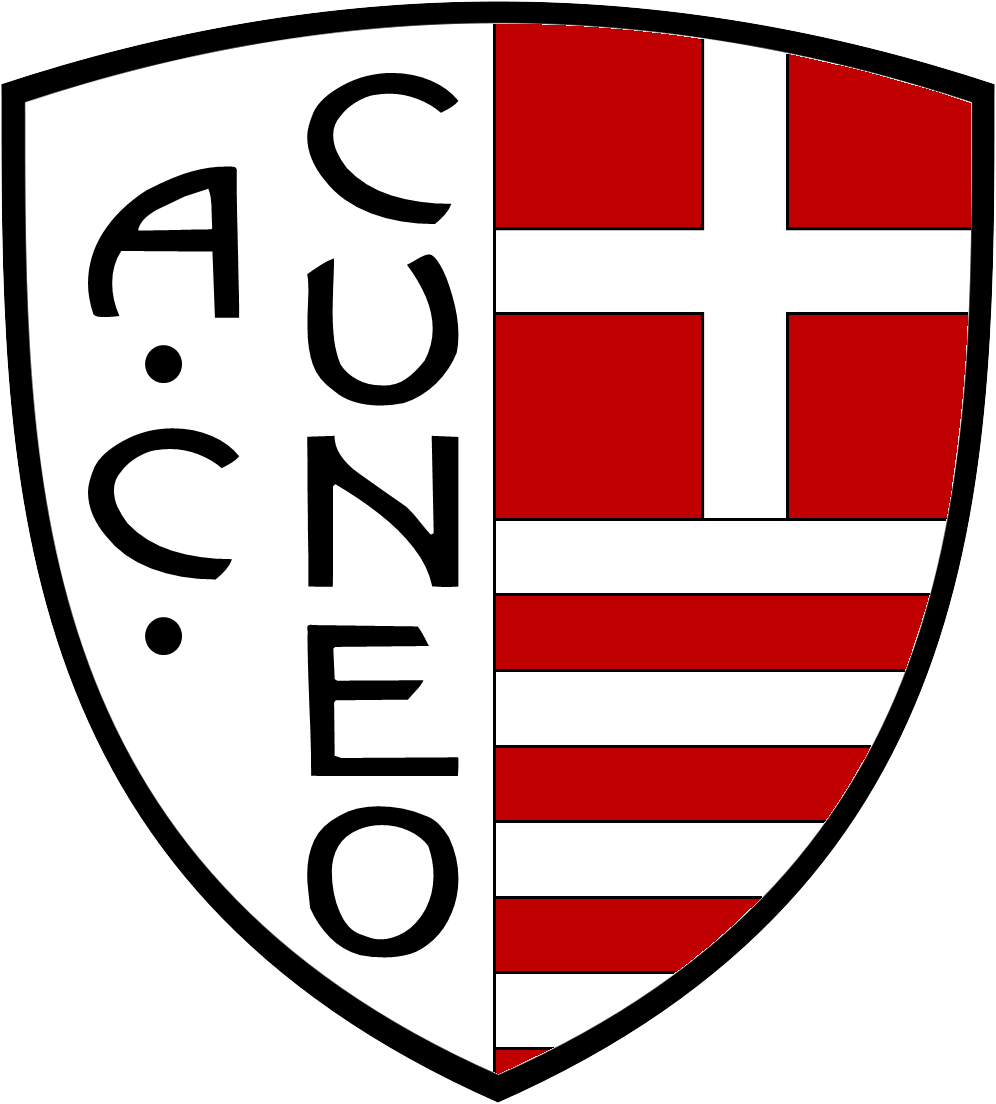
Uno degli stemmi adottati sotto la denominazione A.C. Cuneo
Stemma dell'A.C. Cuneo 1905 in uso dal 1998 al 2019 e poi ancora dal 2021
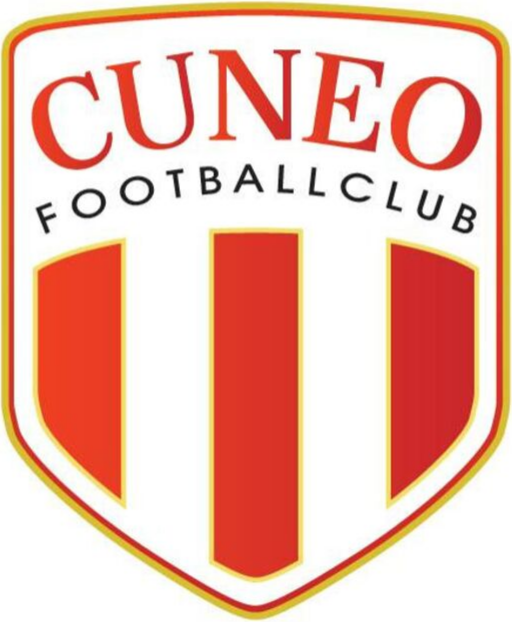
Stemma del Cuneo F.C. in uso transitoriamente nella stagione 2019-2020
Logo del F.C. Cuneo 1905 in uso per il biennio 2020-2021

#### Inno
L'inno ufficiale della squadra si intitola Cuneo Cuneo, scritto da Chiriaco.

## Strutture

### Stadio

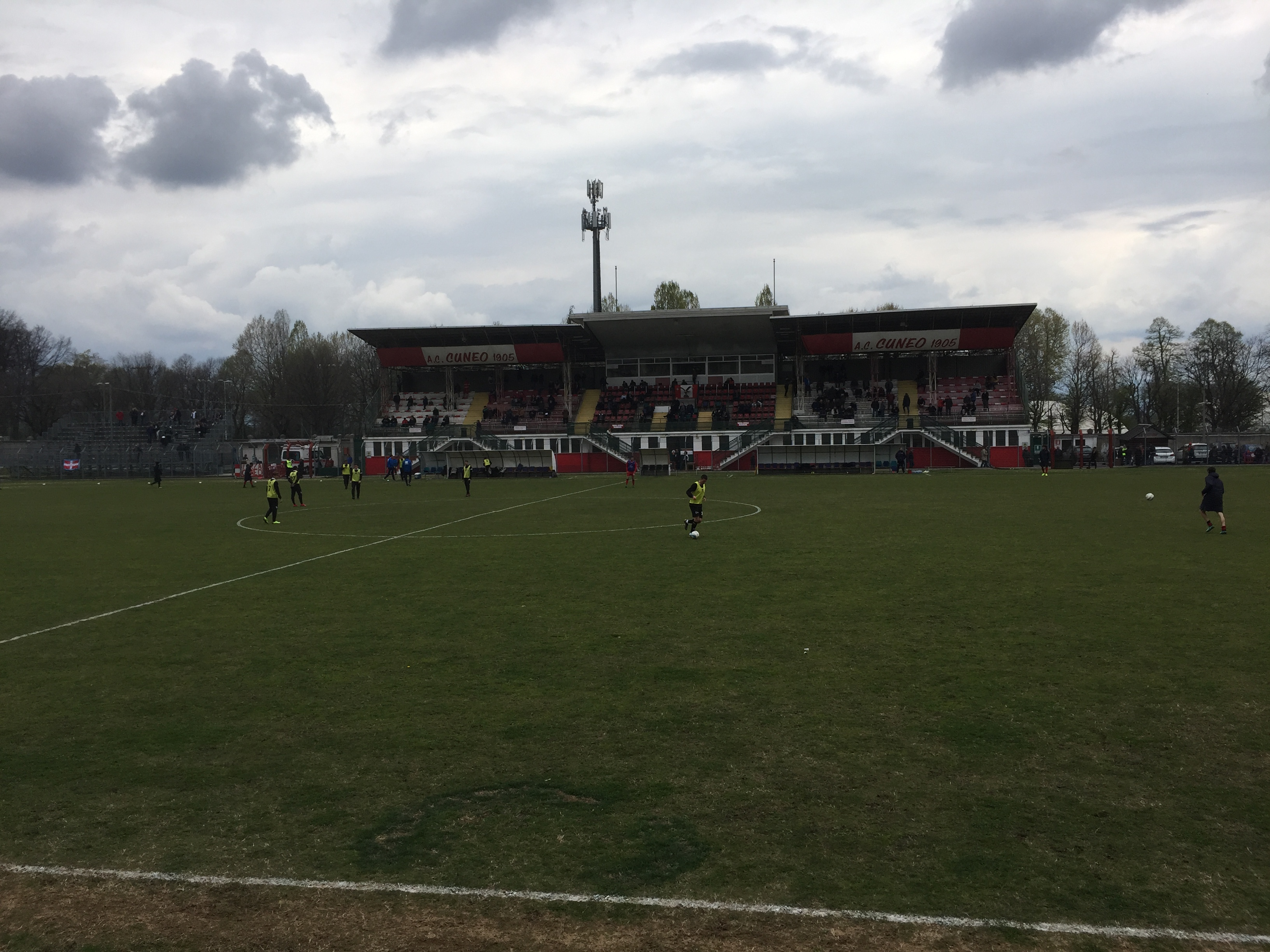
Interno dello stadio Fratelli Paschiero.

Il primo campo calcistico della città di Cuneo venne ricavato nel 1898 in piazza d'Armi, sullo spazio ove poi sorgerà lo sferisterio comunale.
Col progredire del livello della pratica esso finì per rivelarsi inadeguato, sicché nel 1910 il comune di Cuneo mise a disposizione circa 8000 m² in piazza della Cavalleria (poi piazza Regina Elena e infine piazza Martiri della Libertà) alla società Alta Italia, che provvide ad approntare un nuovo terreno di gioco, inaugurato il 21 settembre 1913.
Tra gli anni 1920 e 1930 vennero aggiunte delle tribunette amovibili in legno, ma allorché il Cuneo fu in condizione di puntare alla Prima Divisione il problema dell'insufficienza strutturale si ripresentò: il campo era infatti a carattere non permanente e quando non vi si giocava era una comune piazza pubblica, aperta al traffico pedonale e veicolare.
Fu così che ci si risolse ad edificare un vero stadio permanente: il 28 ottobre 1935 in località Torre Bonada (allora al di fuori del centro abitato) venne inaugurato il nuovo campo polisportivo comunale, battezzato stadio Littorio e quindi reintitolato nel secondo dopoguerra ai fratelli Aldo e Riccardo Paschiero (calciatori cuneesi caduti durante il conflitto del 1940-1945).
Più volte ristrutturato ed ampliato nel corso dei decenni, lo stadio Fratelli Paschiero è capace di 3.060 spettatori e ospita al suo interno anche gli uffici amministrativi della società. Tra la fine del XX secolo e l'inizio del XXI se n'è ripetutamente ipotizzata la dismissione, senza però che il proposito sia mai stato tradotto in pratica.

### Centro di allenamento
Dal 2021 le selezioni societarie biancorosse svolgono la preparazione ai campi di via della Battaglia, località Piccapietra, nella frazione cuneese di Madonna dell'Olmo. A seguito dei lavori conclusi nel settembre 2022, il complesso (di proprietà comunale) è in gestione al club fino al 2031 e ha preso il nome di Cuneo Training Center; dispone di tre campi da calcio a 11 (due in erba naturale, uno in erba sintetica), due campi da calcio a 7 (a fondo naturale e sintetico), un campo da calcio a 5 sintetico, oltre a due campi a fondo veloce da padel e due in sabbia per il beach volley.
In precedenza il Cuneo ha usufruito di varie altre strutture, prima fra tutte il centro sportivo Parco della Gioventù di via Porta Mondovì, sulle sponde del torrente Gesso, che tuttavia è stato quasi completamente abbandonato dal club biancorosso a partire dal 2021, a seguito della decisione dell'amministrazione comunale (titolare della proprietà) di destinarlo in via prioritaria al calcio femminile. Altre sedi d'allenamento sono state il campo in erba sintetica Bisalta, nella frazione cuneese di San Rocco Castagnaretta, il centro sportivo di via Torretta e il campo sportivo comunale della limitrofa Verzuolo.

## Società

### Organigramma societario
In carica al 29 aprile 2024
- Mario Castellino - Presidente onorario
- Riccardo Andreis - Presidente onorario
- Flavio Borgna - Presidente
- Adolfo Bruno - Vicepresidente e membro CDA
- Roberto Busso - Membro CDA
- Valter Vercellone - Direttore generale e membro CDA
- Carlo Rocca - Direttore tecnico
- Marzio Morano - Vicedirettore generale
- Giuseppe Parola - Responsabile strutture allenamento e membro CDA
- Diego Vercellone - Responsabile campi allenamento e membro CDA
- Danilo Parola - Responsabile comunicazione
- Marco Copello - Ufficio stampa e segretario generale
- Roberto Basso - Responsabile attività di base e direttore sportivo sett. giovanile
- Valter Quirico - Responsabile tecnico attività di base e allenatori
- Giuseppe Beraudo - Membro CDA

### Sponsor
| Cronologia degli sponsor tecnici - fino agli anni 1980 ? - anni 1980/1990 Adidas - 1998-2011 Asics - 2011-2012 Kelme - 2012-2019 Legea - 2019-2020 Inattivo - 2020-2021 Kappa - 2021- Il Podio Sport |

### Settore giovanile
Il settore giovanile cuneese ha ottenuto discreti risultati a livello Berretti, Allievi Nazionali e Giovanissimi Nazionali: nel 2012 i biancorossi hanno raggiunto la finale scudetto del campionato Berretti contro il Frosinone.
In maglia biancorossa si sono formati giocatori d'alto livello quali Enrico Fantini, Lys Gomis, Alfred Gomis, Maurice Gomis, Marco Gorzegno, Giulio Pellegrino, Fabio Miretti.
Nelle giovanili cuneesi militò in gioventù anche il futuro scrittore e giornalista Giorgio Bocca, la cui casa di famiglia si trovava in piazza Regina Elena, dinnanzi al vecchio campo sportivo cittadino. Con la maglia del Cuneo Bocca disputò anche un campionato (la Serie C 1938-1939) in prima squadra.
Dal 2021 il settore giovanile del Cuneo fa parte della rete Juventus Academy.
Nel 2024 la società ha stipulato una collaborazione con il Cuneo Oltrestura.

## Allenatori e presidenti
- 1905-1915  ...
- 1915-1919 Inattivo
- 1919-1938  ...
- 1938-1939  Árpád Hajós
- 1939-1940  Giuseppe Calcagno
- 1940-1943  Mario Zanello
- 1943-1944  Tony Cargnelli
- 1944-1945 Inattivo
- 1945-1952  ...
- 1952-1953  Luigi Bertolini
- 1953-1954  ... (1ª-?ª)
 Ugo Amoretti (?ª-30ª)
- 1954-1955  Pietro Rava
- 1955-1958  ...
- 1958-1960  Giuseppe Ostromann
- 1960-1962  ...
- 1962-1963  Virgilio Felice Levratto
- 1963-1966  ...
- 1966-1967  Giulio Castelli
- 1967-1977  ...
- 1977-1978  Mario Tortul
- 1978-1981  Elio Rinero
- 1981-1982  Elio Rinero (1ª-?ª)
 Giuseppe Zanelli (?ª-30ª)
- 1982-1988  ...
- 1988-1991  Lorenzo Barlassina
- 1991-1992  Lorenzo Barlassina (1ª-26ª)
 Romano Mattè (27ª-38ª)
- 1992-1993  Luigi Cichero
- 1993-1994  Agostino Alzani (1ª-9ª)
 Luigi Cichero (10ª-34ª)
- 1994-2001  ...
- 2001-2002  Massimo Storgato
- 2002-2004  ...
- 2004-2006  Daniele Fortunato
- 2006-2007  Daniele Fortunato (1ª-28ª)
 Danilo Bianco e  Bruno Cavallo (29ª-34ª)
- 2007-2008  Enrico Bortolas
- 2008-2009  Giancarlo Corradini
- 2009-2010  Vittorio Zaino (1ª-5ª)
 Danilo Bianco (6ª-34ª)
- 2010-2011  Danilo Bianco (1ª-4ª)
 Salvatore Jacolino (5ª-38ª)
- 2011-2013  Ezio Rossi
- 2013-2014  Andrea Sottil (1ª-18ª)
 Ezio Rossi (19ª-34ª e play-out)
- 2014-2015  Riccardo Milani (1ª-9ª)
 Salvatore Jacolino (10ª-38ª)
- 2015-2016  Salvatore Jacolino (1ª-27ª)
 Fabio Fraschetti (28ª-34ª e play-out)
- 2016-2017  Fabio Fraschetti (1ª-8ª)
 Salvatore Jacolino (9ª-34ª)
- 2017-2018  Massimo Gardano (1ª-16ª)
 William Viali (17ª-38ª e play-out)
- 2018-2019  Cristiano Scazzola
- 2019-2020 Inattivo
- 2020-2021  Pierangelo Calandra
- 2021-2023  Michele Magliano
- 2023-2024  Michele Magliano
 Carlo Rocca
 Andrea Tosto[74]
- 2024-2025  Enrico Fantini
- 2025-  Danilo Bianco

- 1905-1915  ...
- 1915-1919 Inattivo
- 1919-1938  ...
- 1938-1940  Giovanni Dutto
- 1940-1943  Mattia Locatelli
- 1943-1944  ...
- 1944-1945 Inattivo
- 1945-1989  ...
- 1989-2005  Mario Sanino
- 2005-2007  Franco Arese
- 2007-2008  Gabriele Tirletti
- 2008-2018  Marco Rosso
- 2018  Emiliano Nitti (non formalizzato)[23]
- 2018-2019  Roberto Lamanna (proprietario)
- 2019-2020 Inattivo
- 2020-2021  Mario Castellino
- 2021-2024  Mauro Bernardi
- 2024  Luca Allasia
- 2024-  Flavio Borgna

## Calciatori

### Capitani
- ... (1905-1915)
- Inattivo (1915-1919)
- ... (1919-1944)
- Inattivo (1944-1945)
- ... (1945-2010)
- Matteo Longhi (2010-2013)
- Marco Cristini (2013-2014)
- Carlos França /  Luca Carretto (2014-2015)
- Marco Gorzegno (2015-2016)
- Giorgio Conrotto (2016-2018)
- Fabiano Santacroce (2018-2019)
- Inattivo (2019-2020)
- Marco Gorzegno (2020-2021)
- Giacomo Dalmasso (2021-2024)
- Andrea Dalmasso (2024-)

### Contributo alle Nazionali
L'unico giocatore del Cuneo ad aver militato in una selezione nazionale fu Elio Marabotto, che nel marzo 1984 venne convocato nella nazionale olimpica di calcio dell'Italia e successivamente disputò una partita amichevole contro l'omologa squadra dell'Algeria.

## Palmarès

### Competizioni nazionali
- Scudetto Serie D: 1

2010-2011

### Competizioni interregionali
- Serie C: 1

1941-1942 (girone D)
- Serie D: 4

2004-2005 (girone A), 2010-2011 (girone A), 2014-2015 (girone A), 2016-2017 (girone A)
- Campionato Interregionale: 1

1988-1989 (girone A)

### Competizioni regionali
- Eccellenza: 1

1996-1997 (girone B)
- Promozione: 1

1974-1975 (girone B)
- Prima Categoria: 1

1963-1964 (girone B)
- Seconda Divisione: 1

1933-1934
- Campionato italiano di terza divisione: 1

1926-1927 (girone D)
- Quarta Divisione: 1

1924-1925

### Altri piazzamenti
- Lega Pro Seconda Divisione:

Terzo posto: 2011-2012 (girone A)
- Serie C2:

Secondo posto: 2005-2006 (girone A)
- Serie D:

Secondo posto: 2002-2003 (girone A)
Terzo posto: 1965-1966 (girone A), 2003-2004 (girone A)
- Campionato Nazionale Dilettanti:

Terzo posto: 1997-1998 (girone A)
- Campionato Interregionale:

Terzo posto: 1987-1988 (girone A)
- IV Serie:

Terzo posto: 1955-1956 (girone A), 1956-1957 (girone A)
- Eccellenza:

Secondo posto: 2022-2023 (girone B)
Terzo posto: 1995-1996 (girone B), 2021-2022 (girone B)
- Promozione:

Secondo posto: 1979-1980 (girone B)
Terzo posto: 1972-1973 (girone B)
- Prima Divisione:

Terzo posto: 1937-1938 (girone B)
- Seconda Divisione:

Terzo posto: 1934-1935
- Coppa Italia Serie C:

Finalista: 2006-2007
- Scudetto Serie D:

Semifinalista: 2004-2005

## Statistiche e record

### Partecipazione ai campionati
Campionati nazionali
| Livello | Categoria                                   | Partecipazioni | Debutto   | Ultima stagione | Totale |
| ------- | ------------------------------------------- | -------------- | --------- | --------------- | ------ |
| 3º      | Seconda Divisione                           | 2              | 1927-1928 | 1928-1929       | 14     |
| 3º      | Serie B-C Alta Italia                       | 1              | 1945-1946 | 1945-1946       | 14     |
| 3º      | Serie C                                     | 10             | 1938-1939 | 2018-2019       | 14     |
| 3º      | Lega Pro Prima Divisione                    | 1              | 2012-2013 | 2012-2013       | 14     |
| 4º      | Seconda Divisione                           | 1              | 1929-1930 | 1929-1930       | 34     |
| 4º      | Promozione                                  | 4              | 1948-1949 | 1951-1952       | 34     |
| 4º      | IV Serie                                    | 5              | 1952-1953 | 1956-1957       | 34     |
| 4º      | Campionato Interregionale - Prima Categoria | 1              | 1957-1958 | 1957-1958       | 34     |
| 4º      | Campionato Interregionale                   | 1              | 1958-1959 | 1958-1959       | 34     |
| 4º      | Serie D                                     | 14             | 1959-1960 | 2016-2017       | 34     |
| 4º      | Serie C2                                    | 8              | 1989-1990 | 2013-2014       | 34     |
| 5º      | Campionato Interregionale                   | 8              | 1981-1982 | 1988-1989       | 22     |
| 5º      | Campionato Nazionale Dilettanti             | 5              | 1992-1993 | 1998-1999       | 22     |
| 5º      | Serie D                                     | 9              | 1999-2000 | 2010-2011       | 22     |

Campionati regionali
| Livello | Categoria         | Partecipazioni | Debutto   | Ultima stagione | Totale |
| ------- | ----------------- | -------------- | --------- | --------------- | ------ |
| I       | Terza Divisione   | 2              | 1925-1926 | 1926-1927       | 25     |
| I       | Seconda Divisione | 5              | 1930-1931 | 1934-1935       | 25     |
| I       | Prima Divisione   | 3              | 1935-1936 | 1937-1938       | 25     |
| I       | Prima Categoria   | 3              | 1961-1962 | 1963-1964       | 25     |
| I       | Promozione        | 7              | 1971-1972 | 1980-1981       | 25     |
| I       | Eccellenza        | 5              | 1995-1996 | 2023-2024       | 25     |
| II      | Promozione        | 1              | 1914-1915 | 1914-1915       | 2      |
| II      | Quarta Divisione  | 1              | 1924-1925 | 1924-1925       | 2      |
| IV      | Seconda Categoria | 1              | 2020-2021 | 2020-2021       | 1      |

### Partecipazione alle coppe
| Competizione          | Partecipazioni | Debutto   | Ultima stagione | Totale |
| --------------------- | -------------- | --------- | --------------- | ------ |
| Coppa Italia          | 5              | 1938-1939 | 2012-2013       | 5      |
| Coppa Italia Serie C  | 8              | 1989-1990 | 2018-2019       | 12     |
| Coppa Italia Lega Pro | 4              | 2011-2012 | 2015-2016       | 12     |
| Coppa Italia Serie D  | 11             | 1999-2000 | 2016-2017       | 11     |
| Poule Scudetto        | 4              | 2004-2005 | 2016-2017       | 4      |
| Trofeo Jacinto        | 1              | 1988-1989 | 1988-1989       | 1      |

### Statistiche individuali
| Record di presenze - 324 Carlo Berti (1964-1980) - 202 Marco Garavelli (2005-2013) - 150 Matteo Longhi (2005-2013) - 129 Franco Lerda (1998-2002) | Record di reti - 84 Franco Lerda (1998-2002) - 51 Enrico Fantini (2010-2013) |

## Tifoseria

### Storia
La prima e più longeva realtà federativa tra i tifosi del Cuneo è stato il Club biancorosso, fondato il 30 dicembre 1964 come associazione e subito riconosciuto ufficialmente dalla società calcistica nella veste di "trait d'union" col proprio pubblico.
Nel 1986 una scissione in seno al Club biancorosso dà vita al primo gruppo di matrice ultras, che nel corso degli anni successivi si identifica con varie denominazioni (quali Nightmare, N.A.B. e Gioventù Biancorossa). Nel 1991 gli si affianca il gruppo Irriducibili, che poi si riuniscono al collettivo "madre" nel 1996 sotto la sigla generica Ultras Cuneo (abbreviata U.CN. o CN.86). Nel 2005, a seguito della scomparsa del giovane tifoso Francesco Di Stasi, viene coniata la denominazione Curva Vasco, dal soprannome del ragazzo defunto.
Ai primi anni del III millennio i collettivi cuneesi (sia ultras che moderati) si articolavano altresì sotto le sigle RDT-Ragazzi della Torcida, Fedelissimi Cuneo e Orgoglio Cuneese.
In occasione delle partite interne i gruppi moderati prendono usualmente posto in tribuna Matteotti, mentre coloro che si dichiarano ultras (dacché tale settore è stato costruito) si sistemano in curva nord.
Il pubblico al seguito dei biancorossi si dichiara politicamente non schierato ed è (complice la presenza in città di altre squadre sportive più blasonate e seguite, quali ad esempio quelle di pallavolo e pallapugno/pallone elastico) costantemente di ridotte dimensioni: le presenze medie allo stadio Fratelli Paschiero (struttura di per sé incapace di accogliere grandi volumi di spettatori) gravitano attorno al migliaio di unità, riducendosi all'ordine delle decine nelle trasferte. Tra gli anni 2010 e 2020 gli scarsi risultati del club (fallito e ripartito dalle serie minori) ridussero ulteriormente i numeri del seguito, al punto che l'unica sigla di tifoseria organizzata attiva rimase quella dei Fedelissimi. La rinascita di un gruppo ultras avviene nell'estate 2023, con la costituzione della sigla Curva Nord Cuneo. 

### Gemellaggi e rivalità
I tifosi cuneesi considerano rivali i collettivi al seguito di Albese, Asti, Bra, Casale, Giana Erminio, Savona, Centallo, Saviglianese e Virtus Entella; tendono poi a considerare "sentite" in senso lato tutte le gare contro altre squadre piemontesi, in particolare Novara e Pro Vercelli.
Rapporti amichevoli o rispettosi sono invece attestati con i supporters di Novese, Aosta e Albenga.